# Rhus ernestii
Rhus ernestii är en sumakväxtart som beskrevs av Schönl.. Rhus ernestii ingår i släktet sumaker, och familjen sumakväxter. Inga underarter finns listade i Catalogue of Life.